# Backstreet's Back Tour
Il Backstreet's Back Tour è il terzo tour ufficiale della band statunitense dei Backstreet Boys tenutosi tra il 1997 e il 1998 per la promozione dell'omonimo album, uscito l'11 agosto 1997.

## Scaletta
1. That's The Way I Like It
2. Hey, Mr. D.J. (Keep Playin' This Song)
3. I Wanna Be With You
4. Just to Be Close to You
5. 10,000 Promises
6. If I Don't Have You
7. Like a Child
8. Let's Have a Party
9. Quit Playin' Games (With My Heart)
10. All I Have to Give
11. Darlin
12. Anywhere for You
13. I'll Never Break Your Heart
14. As Long as You Love Me
15. If You Want It to Be Good Girl (Get Yourself a Bad Boy)

Finale:
1. Medley: We've Got It Goin' On, Get Down (You're the One for Me)
2. Everybody (Backstreet's Back)